# Jocs Olímpics d'Estiu de 1936
|  | Aquest article tracta sobre els Jocs Olimpics de 1936 a Berlin. Si cerqueu l'esdeveniment esportiu alternatiu de caràcter antifeixista, previst per al 19 de juliol d'aquell any a Barcelona, vegeu «Olimpíada Popular». |

Els Jocs Olímpics d'Estiu de 1936, oficialment anomenats Jocs Olímpics de la XI Olimpíada, es van celebrar a la ciutat de Berlín (Alemanya) entre l'1 i el 16 d'agost de 1936. Van participar 4.066 esportistes (3.738 homes i 328 dones) de 49 comitès nacionals competint en 19 esports i 129 especialitats.

## Antecedents
La ciutat de Berlín (República de Weimar) va ser seleccionada com a seu olímpica el 26 de maig de 1931 en la 29a Sessió del Comitè Olímpic Internacional (COI) reunida a la ciutat de Barcelona (Segona República Espanyola), desbacant la mateixa ciutat de Barcelona, més d'un any abans de l'arribada de Hitler al poder. Cal ressaltar la primera intenció de boicot als jocs per part de l'equip dels Estats Units, però finalment van optar per participar-hi.
| Ciutat    | Comitè Olímpic | Ronda 1 |
| Berlín    | Alemanya       | 43      |
| Barcelona | Espanya        | 16      |

Hitler va aprofitar la instància esportiva per a demostrar al món la magnificència del nazisme i va encarregar un elaborat programa propagandístic al ministre de propaganda Joseph Goebbels, que al seu torn va encarregar la posada en escena a Albert Speer i la supervisió i filmació a la fotògrafa Leni Riefenstahl. L'1 d'agost, durant la inauguració dels Jocs Olímpics de Berlín, com una mostra de la grandesa del poder alemany, el Dirigible Hindenburg va sobrevolar l'estadi olímpic moments abans de l'aparició d'Adolf Hitler.
L'aspecte més important dels jocs va ser l'intent fallit de Hitler d'utilitzar els jocs per a demostrar les seves teories sobre la superioritat racial ària. Al final, l'atleta més popular dels jocs va ser l'afroamericà Jesse Owens, guanyador de les proves de 100m, 200m, 4x100m i salt llarg. Si bé Hitler va refusar donar la mà a Owens, el president Franklin Delano Roosevelt tampoc va convidar a l'atleta a les celebracions a la Casa Blanca.
Espanya va boicotejar aquests Jocs amb la seva no participació. Havia organitzat com a alternativa l'Olimpíada Popular a Barcelona, però aquesta va ser suspesa perquè la Guerra Civil va començar el dia abans de la inauguració d'aquests jocs.

## Comitès participants

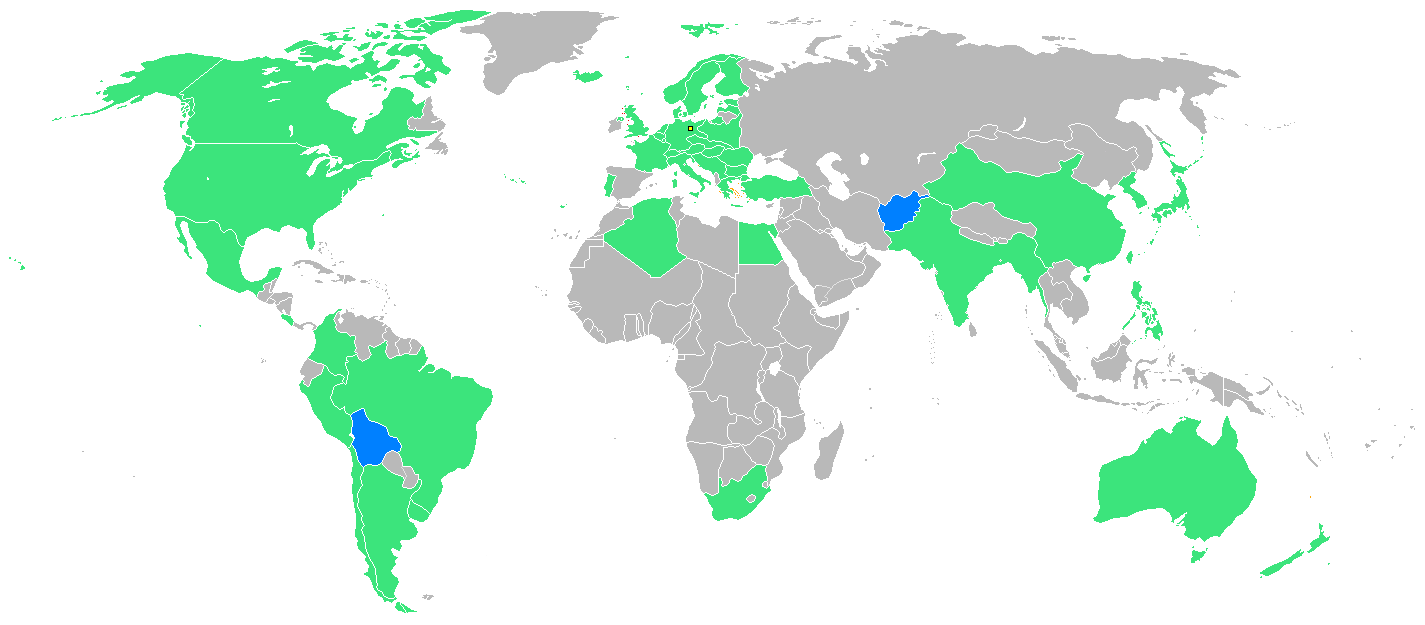
Països participants en els Jocs Olímpics de 1936. Les nacions sombrejades de color blau participaren per primera vegada en aquests jocs.

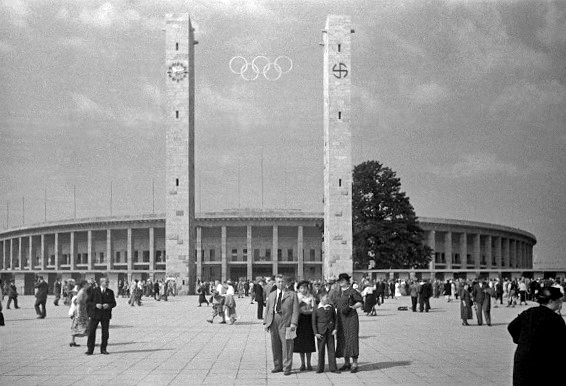
Imatge de l'Estadi Olímpic

Participaren en aquesta edició 49 comitès nacionals diferents, fent-ho per primera vegada els comitès de l'Afganistan, Bermudes, Bolívia, Costa Rica, Liechtenstein i el Perú. Retornaren als Jocs els comitès de Bulgària, Egipte, Luxemburg, Malta, Mònaco, Romania, Turquia i Xile, i refusaren participar-hi Espanya (perquè ja havia començat la Guerra Civil), Haití i Irlanda.
| - Afganistan (14) - Alemanya (348) - Argentina (51) - Austràlia (32) - Àustria (176) - Bèlgica (120) - Bermudes (5) - Bolívia (1) - Brasil (73) - Bulgària (24) - Canadà (96) - Colòmbia (5) - Costa Rica (1) - Dinamarca (116) - Egipte (54) - Estats Units (310) - Estònia (33) | - Filipines (28) - Finlàndia (107) - França (201) - Grècia (40) - Hongria (209) - Índia (27) - Itàlia (182) - Islàndia (12) - Iugoslàvia (90) - Japó (153) - Letònia (24) - Liechtenstein (6) - Luxemburg (44) - Malta (11) - Mèxic (34) - Mònaco (6) | - Noruega (72) - Nova Zelanda (7) - Països Baixos (128) - Perú (40) - Polònia (112) - Portugal (19) - República de la Xina (54) - Romania (53) - Regne Unit (207) - Sud-àfrica (25) - Suècia (150) - Suïssa (174) - Turquia (48) - Txecoslovàquia (162) - Uruguai (37) - Xile (40) |

### Boicot espanyol
El Govern espanyol encapçalat per l'esquerrà Front Popular va decidir boicotejar els Jocs organitzats i creà l'Olimpíada Popular com un esdeveniment paral·lel a Barcelona amb la participació de 6.000 atletes de 22 països diferents. No obstant això, l'Olimpíada Popular va ser cancel·lada a causa de l'esclat de la Guerra Civil espanyola un dia abans d'iniciar-se l'esdeveniment.

## Esports disputats
Es disputaren 19 esports en aquests Jocs, fent el seu debut el bàsquet i l'handbol. S'organitzaren dues competicions de demostració en beisbol i vol sense motor.

## Seus
- AVUS - Atletisme (marató i 50 km. marxa) i ciclisme (ruta)
- Berlin-Grünau - Piragüisme i rem
- BSV 92 Field & Stadium - Ciclisme (pista) i handbol
- Döberitz - Hípica (concurs complet) i pentatló modern (hípica)
- Deutschlandhalle - Boxa, halterofília i lluita
- Haus des Deutschen Sports - Esgrima i pentatló modern (esgrima)
- Hertha-BSC Field - Futbol
- Estadi Olímpic de Berlín - Atletisme, hípica (doma i salts), futbol (final), handbol (final), hoquei sobre herba i polo
- Badia de Kiel - Vela
- Mommsenstadion - Futbol
- Olympiapark Schwimmstadion Berlin - Natació, pentatló modern (natació), salts i waterpolo
- Police Stadium - Handbol
- Poststadion - Futbol
- Ruhleben - pentatló modern (tir olímpic)
- Teatre Dietrich Eckert - Gimnàstica
- Tennis Courts - Bàsquet i esgrima (espasa)
- Tennis Stadium - Bàsquet
- Wannsee - Pentatló modern (cross) i tir olímpic

## Fets destacats

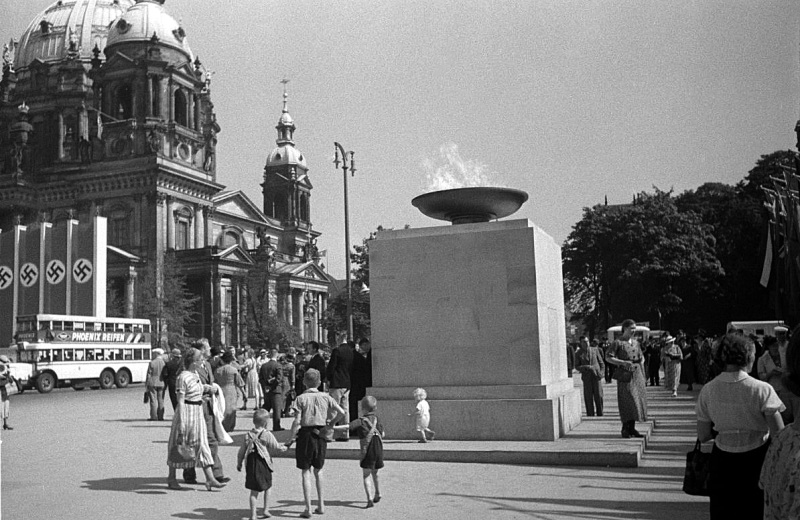
Flama olímpica al Lustgarten.

La flama olímpica va ser encesa per segona vegada en la història, esdevenint però la primera ocasió en la qual fou duta fins a la ciutat organitzadora dels Jocs mitjançant una cursa de relleus des d'Olímpia. Per la seva banda, aquests Jocs van ser els primers a tenir cobertura televisiva en directe. L'Oficina de Correus alemanya, utilitzant un equip de Telefunken, va emetre més de setanta hores de cobertura especial. L'himne del Jocs fou compost per Richard Strauss sobre un text de Robert Lubahn.
Jesse Owens va guanyar quatre medalles d'or en atletisme, convertint-se en un dels grans triomfadors dels Jocs. L'alemany Luz Long fou el gran derrotat en la prova de salt de llargada, però el seu comportament exemplar en assessorar al mateix Owens per poder-se classificar en aquesta prova feu que fos guardonat, a títol pòstum, amb la primera Medalla Pierre de Coubertin.
La gran vencedora, en categoria femenina, fou la neerlandesa Rie Mastenbroek, guanyadora de tres ors i una plata en natació.
En aquesta edició dels Jocs, el remer Jack Beresford aconseguí la seva cinquena medalla olímpica, esdevenint la tercera d'or del seu palmarès.
En aquests Jocs dues atletes coreanes aconseguiren guanyar medalles en la prova de Marató, Sohn Kee-Chung aconseguí l'or i Nam Sung-Yong el bronze, si bé aquestes medalles correspongueren al comitè nacional del Japó, el qual tenia ocupada la Península de Corea des de 1910.
En el partit de quarts de final del torneig de futbol el Perú va batre Àustria per 4 a 2 en el temps extra. Perú va aconseguir aquest resultat després de la invasió del camp per part dels seus aficionats i aprofitant el caos del moment aconseguí marcar dos gols. Àustria protestà pels esdeveniments succeïts i el Comitè Olímpic Internacional ordenà una repetició del partit sense espectadors. La negativa del Perú a realitzar aquest partit comportà la seva eliminació del campionat. L'equip de Colòmbia, en solidaritat amb el peruà, abandonà posteriorment la competició. La victòria d'Itàlia en el campionat serví a Benito Mussolini d'exaltació de la seuperioritat del règim feixista imperant a Itàlia.
Per primera vegada en uns Jocs Olímpics d'Estiu es realitzà una competició de bàsquet, si bé aquesta es jugà a l'aire lliure. També debutà en aquests Jocs l'handbol, disputat així mateix a l'aire lliure.
La victòria de l'estonià Kristjan Palusalu, que va guanyar dues medalles d'or en lluita lliure, fou l'última participació i medalla de l'equip d'Estònia com a estat independent (en els següents Jocs Olímpics Estònia participà com a integrant de l'equip olímpic de la Unió Soviètica). Retornà a la competició olímpica com a estat independent en els Jocs Olímpics d'Estiu de 1992.
Seguint la política racial de l'Alemanya nazi, l'atleta Gretel Bergmann, tot i tenir el registre nacional en salt d'alçada, fou exclosa de la selecció alemanya per ser jueva.

## Medaller
Deu nacions amb més medalles en els Jocs Olímpics de 1936. País amfitrió ressaltat.
| Jocs Olímpics d'estiu 1936 | Jocs Olímpics d'estiu 1936 | Jocs Olímpics d'estiu 1936 | Jocs Olímpics d'estiu 1936 | Jocs Olímpics d'estiu 1936 | Anells Olímpics |
| Posició                    | País                       | Or                         | Plata                      | Bronze                     | Total           |
| 1                          | Alemanya                   | 33                         | 26                         | 30                         | 89              |
| 2                          | Estats Units               | 24                         | 20                         | 12                         | 56              |
| 3                          | Hongria                    | 10                         | 1                          | 5                          | 16              |
| 4                          | Itàlia                     | 8                          | 9                          | 5                          | 22              |
| 5                          | Finlàndia                  | 7                          | 6                          | 6                          | 19              |
| 5                          | França                     | 7                          | 6                          | 6                          | 19              |
| 7                          | Suècia                     | 6                          | 5                          | 9                          | 20              |
| 8                          | Japó                       | 6                          | 4                          | 8                          | 18              |
| 9                          | Països Baixos              | 6                          | 4                          | 7                          | 17              |
| 10                         | Regne Unit                 | 4                          | 7                          | 3                          | 14              |

### Medallistes més guardonats
Categoria masculina
| Nom                | CON           | Disciplina | Or | Plata | Bronze | Total |
| Konrad Frey        | Alemanya nazi | Gimnàstica | 3  | 1     | 2      | 6     |
| Alfred Schwarzmann | Alemanya nazi | Gimnàstica | 3  | 0     | 2      | 5     |
| Eugen Mack         | Suïssa        | Gimnàstica | 0  | 4     | 1      | 5     |
| Jesse Owens        | Estats Units  | Atletisme  | 4  | 0     | 0      | 4     |
| Robert Charpentier | França        | Ciclisme   | 3  | 0     | 0      | 3     |
| Guy Lapébie        | França        | Ciclisme   | 2  | 1     | 0      | 3     |
| Giulio Gaudini     | Itàlia        | Esgrima    | 2  | 1     | 0      | 3     |
| Jack Medica        | Estats Units  | Natació    | 1  | 2     | 0      | 3     |
| Matthias Volz      | Alemanya nazi | Gimnàstica | 1  | 0     | 2      | 3     |

Categoria femenina
| Nom             | CON           | Disciplina | Or | Plata | Bronze | Total |
| Rie Mastenbroek | Països Baixos | Natació    | 3  | 1     | 0      | 4     |
| Helen Stephens  | Estats Units  | Atletisme  | 2  | 0     | 0      | 2     |
| Dorothy Poynton | Estats Units  | Salts      | 1  | 0     | 1      | 2     |
| Gisela Arendt   | Alemanya nazi | Natació    | 0  | 1     | 1      | 2     |